# Liste des consoles de jeux vidéo les plus vendues
Cet article présente la liste des consoles de jeux vidéo les plus vendues dans le monde.

## Liste
| Rang | Console                               | Fabricant                          | Date de sortie | Unités vendues (en millions)  | Ref.                |
| ---- | ------------------------------------- | ---------------------------------- | -------------- | ----------------------------- | ------------------- |
| 1er  | PlayStation 2                         | Sony                               | 2000           | 160                           | ,                   |
| 2e   | Nintendo DS                           | Nintendo                           | 2004           | 154,02                        | [ 3 ]               |
| 3e   | Nintendo Switch                       | Nintendo                           | 2017           | 153,10                        | [ 3 ]               |
| 4e   | Game Boy/Game Boy Color               | Nintendo                           | 1989/1998      | 118,69                        | [ 3 ]               |
| 5e   | PlayStation 4                         | Sony                               | 2013           | 117,20                        | [ 4 ]               |
| 6e   | PlayStation                           | Sony                               | 1994           | 102,40                        | [ 1 ]               |
| 7e   | Wii                                   | Nintendo                           | 2006           | 101,63                        | [ 3 ]               |
| 8e   | PlayStation 3                         | Sony                               | 2006           | 87,40                         | [ 1 ]               |
| 9e   | Xbox 360                              | Microsoft                          | 2005           | 84                            | [ 5 ]               |
| 10e  | Game Boy Advance                      | Nintendo                           | 2001           | 81,51                         | [ 3 ]               |
| 11e  | PlayStation 5                         | Sony                               | 2020           | 80,3                          | [ 6 ]               |
| 12e  | PlayStation Portable                  | Sony                               | 2004           | 80                            | [ 7 ]               |
| 13e  | Nintendo 3DS                          | Nintendo                           | 2011           | 75,94                         | [ 3 ]               |
| 14e  | Famicom/Nintendo Entertainment System | Nintendo                           | 1983           | 61,91                         | [ 3 ]               |
| 15e  | Xbox One                              | Microsoft                          | 2013           | 58                            | ,                   |
| 16e  | Super Famicom/Super Nintendo          | Nintendo                           | 1990           | 49,10                         | [ 3 ]               |
| 17e  | Mega Drive                            | Sega                               | 1988           | 40                            | ,                   |
| 18e  | Nintendo 64                           | Nintendo                           | 1996           | 32,93                         | [ 3 ]               |
| 19e  | Xbox Series                           | Microsoft                          | 2020           | ≃30 (estimation)              | [ 12 ]              |
| 20e  | Atari 2600                            | Atari                              | 1977           | 27,64                         | ,[réf. à confirmer] |
| 21e  | Xbox                                  | Microsoft                          | 2001           | 24,65                         | ,[réf. à confirmer] |
| 22e  | GameCube                              | Nintendo                           | 2001           | 21,74                         | [ 3 ]               |
| 23e  | Wii U                                 | Nintendo                           | 2012           | 13,56                         | [ 3 ]               |
| 24e  | Master System                         | Sega                               | 1986           | 13,0                          | [ 14 ]              |
| 25e  | PlayStation Vita                      | Sony                               | 2011           | 10-15 (estimation)            | [ 15 ]              |
| 26e  | Game Gear                             | Sega                               | 1990           | 10,62                         | ,[réf. à confirmer] |
| 27e  | PC-Engine / TurboGrafx-16             | NEC                                | 1987           | 10,0                          | [ 16 ]              |
| 28e  | Saturn                                | Sega                               | 1994           | 9,5                           | ,[réf. à confirmer] |
| 29e  | Dreamcast                             | Sega                               | 1998           | 9,3                           | [ 17 ]              |
| 30e  | Master System (Brésil)                | Tectoy                             | 1989           | 8                             | [ 18 ]              |
| 31e  | Nintendo Switch 2                     | Nintendo                           | 2025           | 6+                            | [ 19 ]              |
| 32e  | Mega-CD                               | Sega                               | 1991           | 6                             | [réf. nécessaire]   |
| 32e  | Atari Lynx                            | Atari                              | 1989           | 6                             | [réf. nécessaire]   |
| 34e  | PocketStation                         | Sony                               | 1998           | 4,55                          | ,[réf. à confirmer] |
| 35e  | Atari 7800                            | Atari                              | 1986           | 4,3                           | ,[réf. à confirmer] |
| 36e  | Steam Deck                            | Valve Corporation                  | 2022           | 3,7-4 (estimation)            | [ 21 ]              |
| 37e  | N-Gage                                | Nokia                              | 2003           | 3                             | [ 22 ]              |
| 37e  | Intellivision                         | Mattel                             | 1980           | 3                             | [ 23 ]              |
| 37e  | Color TV-Game                         | Nintendo                           | 1977           | 3                             | [réf. nécessaire]   |
| 40e  | Videopac                              | Philips                            | 1978           | 2,5                           | [réf. nécessaire]   |
| 41e  | 3DO Interactive Multiplayer           | 3DO puis Panasonic, Goldstar, etc. | 1993           | 2                             | [ 24 ]              |
| 41e  | Colecovision                          | Coleco                             | 1982           | 2                             | [ 25 ]              |
| 41e  | Odyssey2                              | Magnavox                           | 1978           | 2                             | [ 24 ]              |
| 41e  | Neo-Geo Pocket/Color                  | SNK                                | 1998/1999      | 2                             | [ 17 ]              |
| 45e  | Vectrex                               | General Consumer Electric puis MB  | 1982           | 1,5 (estimation)              | [ 26 ]              |
| 45e  | TurboExpress / PC-Engine GT           | NEC                                | 1990           | 1,5                           | [réf. nécessaire]   |
| 45e  | Microvision                           | MB                                 | 1979           | 1,5                           | [réf. nécessaire]   |
| 48e  | WonderSwan                            | Bandai                             | 1999           | 1,12                          | [ 26 ]              |
| 49e  | Coleco Telstar                        | Coleco                             | 1976           | 1                             | [ 27 ]              |
| 49e  | Nomad                                 | Sega                               | 1995           | 1                             | [ 28 ]              |
| 51e  | Virtual Boy                           | Nintendo                           | 1995           | 0,8                           | [réf. nécessaire]   |
| 52e  | PC-FX                                 | NEC                                | 1994           | 0,4                           | [réf. nécessaire]   |
| 53e  | Magnavox Odyssey                      | Magnavox                           | 1972           | 0,35                          | [réf. nécessaire]   |
| 54e  | Game.com                              | Tiger Electronics                  | 1997           | 0,3                           | [réf. nécessaire]   |
| 55e  | Fairchild Channel F                   | Fairchild Semiconductor            | 1976           | 0,25                          | [réf. nécessaire]   |
| 56e  | Jaguar                                | Atari                              | 1993           | 0,15 (estimation)             | [réf. nécessaire]   |
| 56e  | Amstrad GX4000                        | Amstrad                            | 1990           | 0,15                          | [réf. nécessaire]   |
| 58e  | Ouya                                  | Ouya Inc.                          | 2012           | 0,1 (estimation)              | [réf. nécessaire]   |
| 59e  | Playdate                              | Panic                              | 2022           | 0,05 (estimation de prévente) | [réf. nécessaire]   |
| 60e  | FM Towns Marty                        | Fujitsu                            | 1993           | 0,045                         | [réf. nécessaire]   |
| 61e  | Pipp!n                                | Apple et Bandai                    | 1996           | 0,042                         | [réf. nécessaire]   |
| 62e  | CD-i                                  | Philips                            | 1991           | 0,03 (en 1994)                | [réf. nécessaire]   |
| 63e  | Gizmondo                              | Tiger Telematics                   | 2004           | 0,025                         | [réf. nécessaire]   |
| 64e  | Pioneer LaserActive                   | Pioneer Corporation                | 1993           | 0,01                          | [réf. nécessaire]   |
| 65e  | Atari VCS                             | Atari                              | 2021           | 0,0075 (estimation)           | [ 29 ]              |